# Broktyrann
Broktyrann (Empidonomus varius) är en fågel i familjen tyranner inom ordningen tättingar. Arten förekommer i Sydamerika, men sydliga fåglar är flyttfåglar som tillfälligt påträffats så långt norrut som östra USA.

## Kännetecken

### Utseende
Broktyrannen är en 18 cm lång streckad tyrann. Den är mest lik pirattyrannen med gulaktig anstrykning på undersidan och pregnant ansiktsteckning: mörk hjässa med halvdold gul hjässfläck, ett långt och brett vitt ögonbrynsstreck som sträcker sig bak i nacken, mörk ögonmask och mörkt strupsidesstreck. Det senare är dock mindre kraftigt. I övrigt är den mindre, med längre näbb, mer streckad ovansida, ljusa kanter på vingtäckarna och rostfärgad kanter på övre stjärttäckare och stjärt.

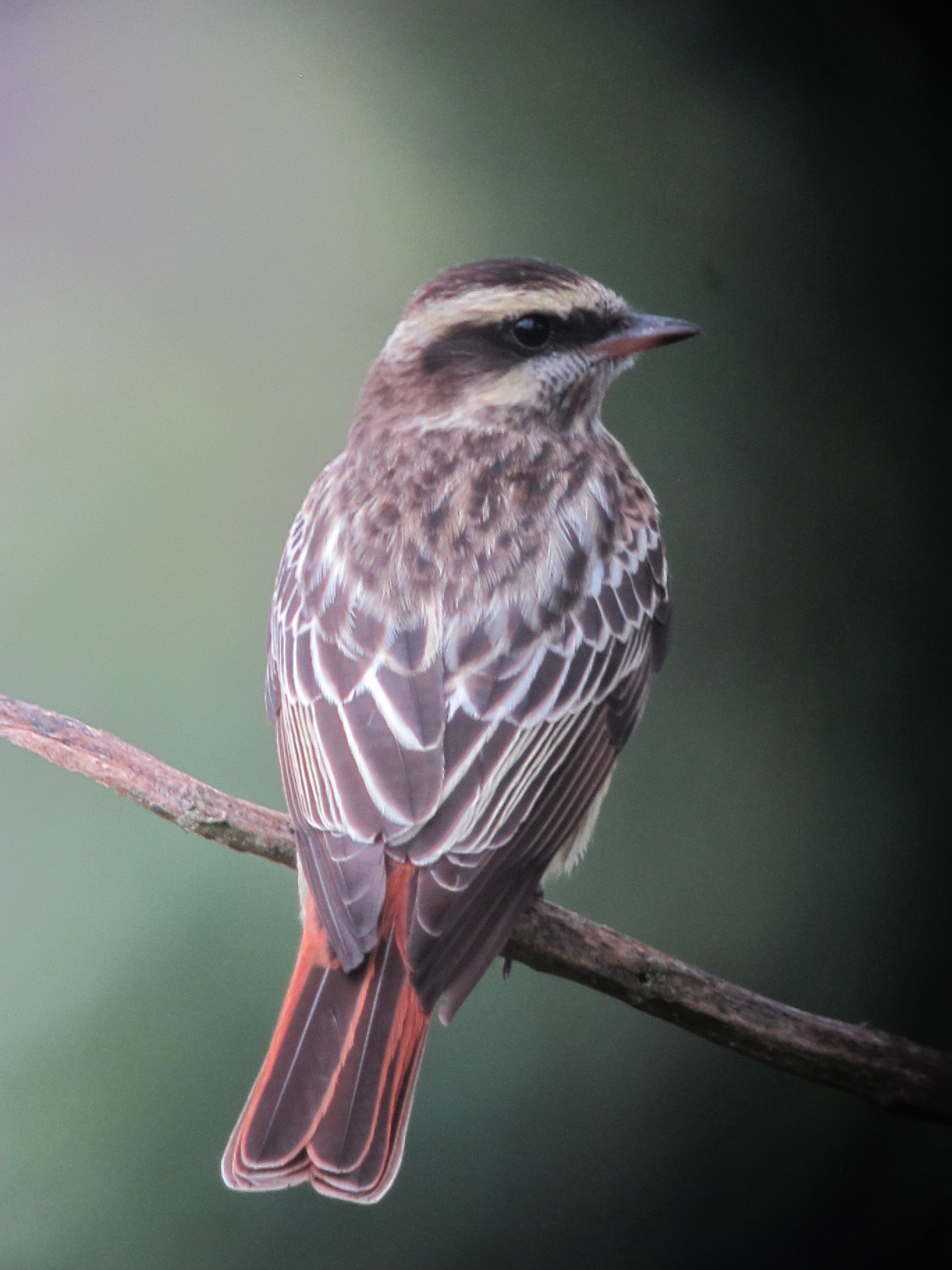

### Läten
Arten är vanligen rätt tystlåten, även under häckningstid. Lätet är ett tunt och ljust "pseee". Sången beskrivs i engelsk litteratur som ett hårt "chee-chee-chu".

## Utbredning och systematik
Broktyrann delas in i två underarter med följande utbredning:
- Empidonomus varius rufinus – förekommer från östra Venezuela till Guyana, norra och västra Amazonområdet i Brasilien
- Empidonomus varius varius – förekommer från sydöstra Brasilien till Paraguay, Uruguay, norra Argentina, östra Peru  och östra Bolivia

Nominatformen är en flyttfågel som vintertid flyttar så långt norrut som Colombia. Tillfälligt har den påträffats så långt norrut som östra USA. Med tanke på skillnaderna i flyttbeteende har det föreslagits att de två taxonen istället utgör två skilda arter.

## Levnadssätt
Broktyrannen hittas i skogsbryn och öppen savann med spridda buskar. Födan består mestadels av insekter, men också småfrukter. Bobygge har noterats i mitten av oktober, ägg i slutet av november och ungar i mitten av december.

## Status och hot
Arten har ett stort utbredningsområde och en stor population med stabil utveckling. Utifrån dessa kriterier kategoriserar IUCN arten som livskraftig (LC).